# 瓜奇帕斯

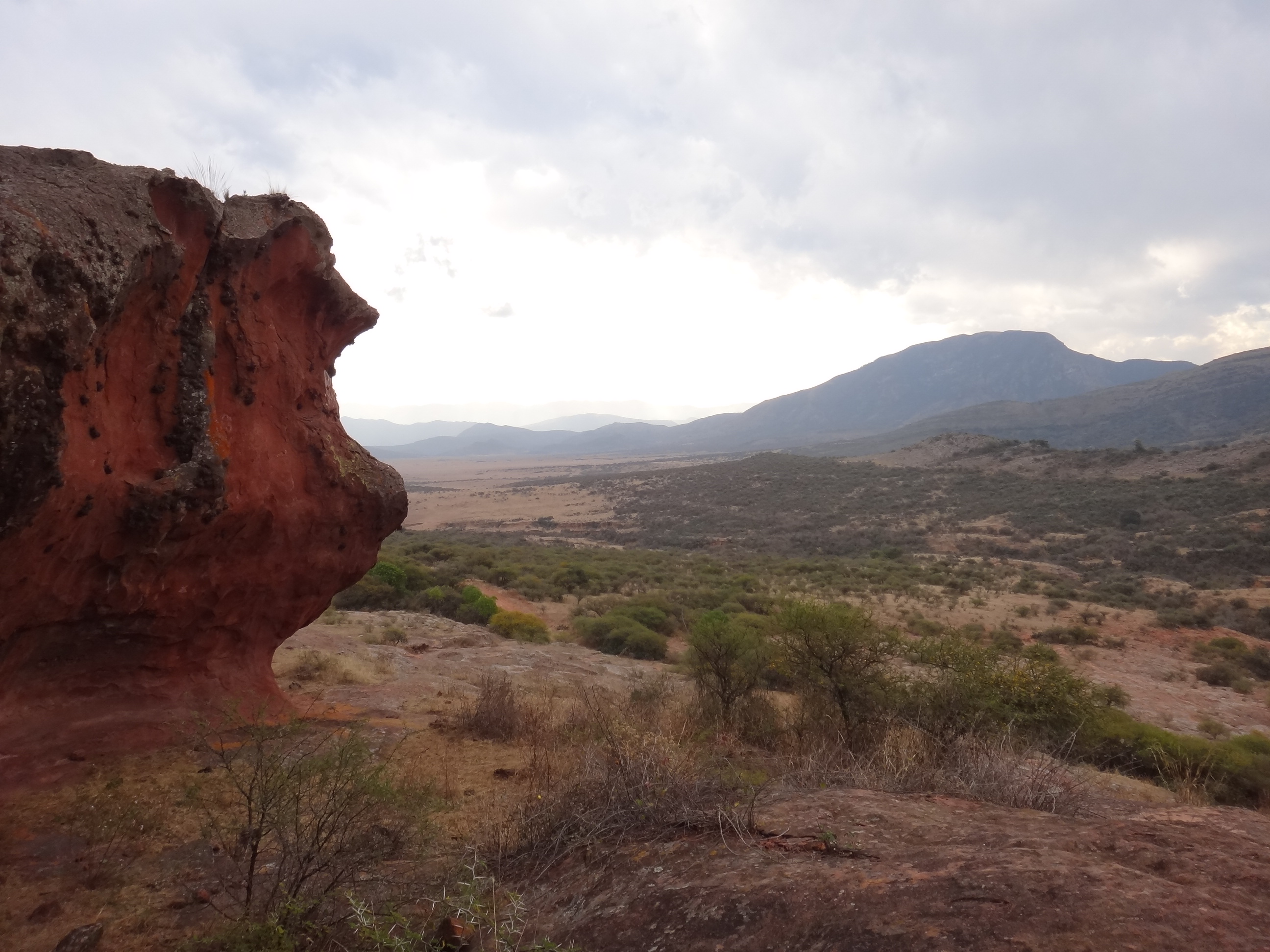
瓜奇帕斯

瓜奇帕斯（西班牙語：Guachipas），是阿根廷的城鎮，位於該國西北部薩爾塔省，是瓜奇帕斯縣的首府，該地區的地震活動頻繁和低強度，海拔高度1,172米，2010年人口1,710。